# Otomen
Otomen (オトメン（乙男）) est un shōjo manga de Aya Kanno. Il a été prépublié entre mars 2006 et novembre 2012 dans le magazine Bessatsu Hana to yume et a été compilé en un total de dix-huit volumes. La version française est éditée en intégralité par Akata/Delcourt.
Une adaptation en drama a été diffusée entre août et novembre 2009 sur Fuji TV.

## Synopsis
Ce terme désigne plusieurs types de personnes :
- homme qui pense comme une fille, qui aime les mêmes choses que les filles.
- jeune garçon particulièrement doué pour la cuisine, en couture ou en ménage.
- jeune homme qui peut faire preuve à la fois d'une grande virilité, mais aussi d'une grande sensibilité.

Un otomen n'est toutefois pas nécessairement un homme gay.
Asuka Masamune, le champion de la ligue lycéenne de kendo, champion également de karaté et de judo, paraît être l'incarnation de toutes les valeurs viriles. En réalité, Asuka est un otomen, c'est-à-dire un homme ayant des occupations et un mode de pensée typiquement féminin. Pour ne pas décevoir sa mère, traumatisée par son mari qui avait quitté la maison pour changer de sexe, il lui a caché cet aspect de sa personnalité, jusqu'au jour où il tombe sous le charme de Ryô Miyakozuka, une nouvelle élève du lycée.

## Personnages
Asuka Masamune (正宗 飛鳥, Masamune Asuka)
Capitaine du club de kendo, beau, intelligent ... Aux yeux des élèves du lycée Ginyuri, Asuka est l'homme parfait ! Cependant, aucun d'eux ne se doute qu'Asuka est en réalité un otomen : un garçon fleur bleue qui aime tout ce qui est mignon. Doué pour la couture, la cuisine et les tâches ménagères, Asuka est également un grand fan du shôjo Love Tic. Cela ne l'empeche pas d'utiliser des qualites dite masculines lorsque la situation le requiert, pour défendre ses amis par exemple. Quand Asuka était jeune, son père a quitté la famille à cause de son désir de devenir une femme. Cela a gravement affecté la mère d'Asuka ; quand elle voit son fils commencer à aimer les choses féminines, elle le force à devenir plus viril.
Ryô Miyakozuka (都塚 りょう, Miyakozuka Ryō)
Son père, policier, tient une grande place dans sa vie, c'est grâce à son enseignement qu'elle excelle dans les sports de combat. En revanche, elle n'a aucune aptitude pour les travaux manuels. Asuka est fou amoureux de cette jolie fille qui vit un peu dans les nuages.
Juta Tachibana (橘 充太, Tachibana Jūta)
Camarade de classe, puis ami d'Asuka et auteur de shōjo mangas, il ne voyait en ce dernier, à l'origine, qu'une source d'inspiration pour sa série phare, Love Tic (Asuka ignore que son ami en est l'auteur). La situation entre Asuka et Ryô tombe à pic pour continuer sa série : Tachibana fait tout pour les rapprocher ; mais c'est sans compter sur le romantisme forcené d'Asuka !
Hajime Tonomine (多武峰 一 Tōnomine Hajime)
Le capitaine de l'équipe de kendo de l'école de Kinbara, il voit Asuka comme son « ennemi naturel ». Il est stoique et semble froid mais cache sa nature d'otomen doué en maquillage. Il a une situation similaire à celle d'Asuka, en ce que le père de Tonomine lui a dit d'abandonner ses habitudes efféminées pour ne pas qu'elles interfèrent avec son kendo.
Kitora Kurokawa (黒川 樹虎 Kurokawa Kitora)
Un camarade de classe de Juta. À cause de sa grande taille et de ses yeux couverts par ses cheveux, il a une apparence mystérieuse et assez menaçante. Il est obsédé par la beauté des fleurs et en couvre tout, des bâtiments aux personnes. Il est un otomen obsédé par les fleurs et souhaitant l'« invasion florale ». Kitora sait que Juta est l'auteur de Love Tic, mais n'en dit rien.
Miyuki Yoshino (Yoshino Miyuki)
La tante d'Asuka du côté de son père. Introduite dans le volume 8, elle est photographe de journaux. Elle sait où se trouve « son » « frère », Hiromi Yoshino.
Kiyomi Masamune (Masamune Kiyomi)
La mère d'Asuka (enfin, on pourrait dire, celle de ses mères qui est restée dans sa vie). Traumatisée par l'annonce de Hiromi de son rêve de devenir une femme, elle prend plusieurs mesures pour s'assurer qu'Asuka soit très viril.
Hiromi Yoshino (Yoshino Hiromi)
Chef à, et propriétaire de, la patisserie Le Violet. A mené un cours de pâtisserie qui fut pour un temps le refuge d'Asuka contre sa mère anti-otomen, Kiyomi. « Père » d'Asuka et ex-« mari » de Kiyomi, qui a reporté sa transition en femme par culpabilité pour avoir abandonné sa famille.
Kasuga Masamune (Masamune Kasuga)
Cousin d'Asuka du côté de Kiyomi. Il est tombé amoureux d'Asuka alors qu'ils étaient petits et que Kasuga croyait qu'Asuka était une fille. Lorsqu'il a réalisé que c'était un garçon une fois devenu adolescent, son cœur s'est brisé et il voue depuis une haine farouche à tous les otomen et en tout particulier à Asuka. Kiyomi l'envoie au lycée Ginyuri pour se charger d'imposer les rôles genrés stéréotypés aux élèves. Il tombe amoureux de « Jewel Sachihana » lorsqu'il voit Asuka déguisé en « elle ».
Yamato Ariake (有明 大和 Ariake Yamato)
Un jeune élève à l'école d'Asuka. Il a une apparence très féminine, ce qui le complexe. Il est dans le club de karaté. Il admire la virilité et a de longs fantasmes délirants où il est ultra-viril. Il croit qu'Asuka est l'homme idéal et ne se rend jamais compte qu'Asuka est un otomen.

## Drama
Le manga a été adapté à la télévision par Masaki Tinamura. Masaki Odaka tient le rôle principal d'Asuka.

### Acteurs
- Okada Masaki (Masamune Asuka)
- Kaho (Miyakozuka Ryo)
- Ryo Kimura (Tonomine Hajime)
- Seto Koji (Ariake Yamato)
- Sano Kazuma (Tachibana Juta)
- Mirei Kiritani (Oharida Miyabi)
- Ichikawa Tomohiro (Kurokawa Kitora)
- Takei Emi (Tachibana Toshiko)
- Yanagihara Kanako (Hanazawa Yumeko)
- Takada Nobuhiko (le père de Ryo)
- Tsurumi Shingo (le père d'Asuka)
- Yamamoto Mirai (la mère d'Asuka)